# Championnat de Belgique de football de troisième division 1946-1947
Navigation
saison précédente saison suivante
Cette page présente la dix-huitième édition du championnat de Promotion (D3) belge.
Cette saison 1946-1947 est celle du « grand délayage ». La fédération belge, qui avait reformé ses séries nationales en annulant les relégations subies pendant les trois « championnats de guerre » (41-42, 42-43, 43-44), décide de ramener toutes les poules de la D1 à la D3 à 16 formations.
En vue de la saison suivante, la « Promotion » est réduite à 64 participants (4 x 16). En raison des 9 descendants venant du 2e niveau, pas moins de 23 équipes sont reléguées du 3e niveau, à la fin de cette compétition. Avec ce cas de figure, 8 des 12 promus passent à la trappe.

## Participants 1946-1947
70 clubs prennent part à cette compétition. C'est 3 de moins que lors du championnat précédent. Les clubs dont le matricule est indiqué en gras existent encore lors de la saison 2012-2013.

### Série A

#### Localisations Série A
| \| Belgica Edegem Willebroek Klein-Brabant Niel Rupel SK Vorselaar Nijlen Bevel Wezel Balen Averbode Aarschot Diest Vigor VV Winterslag Waterschei Hasseltse VV Hoeselt \| Localisation des clubs engagés en Promotion A 1946-1947 |
| Belgica Edegem Willebroek Klein-Brabant Niel Rupel SK Vorselaar Nijlen Bevel Wezel Balen Averbode Aarschot Diest Vigor VV Winterslag Waterschei Hasseltse VV Hoeselt                                                               |

#### Participants Série A
| #  | Nom                                                 | Mat. | Ville      | Stades           | En D3 depuis    | Total en D3 | Province |
| -- | --------------------------------------------------- | ---- | ---------- | ---------------- | --------------- | ----------- | -------- |
| 1  | Koninklijke Belgica Football Club Edegem            | 375  | Edegem     | ??               | 1946-1947 (1re) | 3 saisons   | Anvers   |
| 1  | Waterschei Sportvereniging Tot Herstel Onze Rechten | 553  | Genk       | stade A. Dumont  | 1946-1947 (1re) | 4 saisons   | Limbourg |
| 3  | Hoger Op Diest                                      | 41   | Diest      | De Warande       | 1945-1946 (2e)  | 7 saisons   | Brabant  |
| 4  | Hasseltse Voetbalvereniging                         | 65   | Hasselt    | ??               | 1945-1946 (2e)  | 10 saisons  | Limbourg |
| 5  | Willebroekse Sportvereniging                        | 85   | Willebroek | Henry Pickery    | 1936-1937 (8e)  | 8 saisons   | Anvers   |
| 6  | Football Club Winterslag                            | 322  | Winterslag | Noordlaanstadion | 1941-1942 (5e)  | 5 saisons   | Limbourg |
| 7  | Koninklijke Vigor Beringen Voetbalvereniging        | 330  | Beringen   | ??               | 1942-1943 (4e)  | 4 saisons   | Limbourg |
| 8  | Football Club Klein Brabant                         | 342  | Bornem     | ??               | 1945-1946 (2e)  | 3 saisons   | Anvers   |
| 9  | Voetbalvereniging Ons Genoegen Vorselaar            | 402  | Vorselaar  | ??               | 1945-1946 (2e)  | 5 saisons   | Anvers   |
| 10 | Aarschot Sport                                      | 441  | Aarschot   | ??               | 1945-1946 (2e)  | 2 saisons   | Brabant  |
| 11 | Wesel Sport                                         | 844  | Mol        | ??               | 1941-1942 (5e)  | 6 saisons   | Anvers   |
| 12 | Football Club Nijlen                                | 1065 | Nijlen     | ??               | 1937-1938 (7e)  | 7 saisons   | Anvers   |
| 13 | Football Club Bevel                                 | 1640 | Bevel      | ??               | 1943-1944 (3e)  | 3 saisons   | Anvers   |
| 14 | Balensche Sportkring                                | 1774 | Balen      | ??               | 1942-1943 (4e)  | 4 saisons   | Anvers   |
| 15 | Everbeur Sport Averbode                             | 2030 | Averbode   | ??               | 1943-1944 (3e)  | 3 saisons   | Brabant  |
| 16 | Nielse Sportkring                                   | 415  | Niel       | ??               | 1946-1947 (1re) | 8 saisons   | Anvers   |
| 17 | Rupel Sportkring                                    | 2138 | Boom       | ??               | 1946-1947 (1re) | 1 saison    | Anvers   |
| 18 | Hoeselt Voetbalvereniging                           | 2146 | Hoeselt    | ??               | 1946-1947 (1re) | 1 saison    | Limbourg |

### Série B
| #  | Nom                                           | Mat. | Ville              | Stades | En D3 depuis    | Total en D3 | Province      |
| -- | --------------------------------------------- | ---- | ------------------ | ------ | --------------- | ----------- | ------------- |
| 1  | Stade Nivellois                               | 182  | Nivelles           | ??     | 1946-1947 (1re) | 3 saisons   | Brabant       |
| 2  | Koninklijke Humbeek Football Club             | 39   | Humbeek            | ??     | 1943-1944 (3e)  | 7 saisons   | Brabant       |
| 3  | Royal Ixelles Sporting Club                   | 42   | Ixelles            | ??     | 1941-1942 (5e)  | 10 saisons  | Brabant       |
| 4  | Koninklijke Atletische Vereniging Dendermonde | 57   | Termonde           | ??     | 1942-1943 (4e)  | 11 saisons  | Fl. orientale |
| 5  | Royal Gosselies Sports                        | 278  | Gosselies          | ??     | 1938-1939 (6e)  | 6 saisons   | Hainaut       |
| 6  | Racing Club Borgerhout                        | 84   | Borgerhout         | ??     | 1942-1943 (4e)  | 11 saisons  | Anvers        |
| 7  | Bouchoutse Voetebalvereniging                 | 121  | Bouchout           | ??     | 1936-1937 (8e)  | 8 saisons   | Anvers        |
| 8  | Football Club Wilrijk                         | 155  | Wilrijk            | ??     | 1945-1946 (2e)  | 9 saisons   | Anvers        |
| 9  | Excelsior Athletic Club St-Niklaas            | 239  | St-Nicolas/Waas    | ??     | 1945-1946 (2e)  | 5 saisons   | Fl. orientale |
| 10 | Royal Crossing Football Club Ganshoren        | 451  | Ganshoren          | ??     | 1942-1943 (4e)  | 4 saisons   | Brabant       |
| 11 | Cercle Sportif Florennois                     | 676  | Florennes          | ??     | 1945-1946 (2e)  | 3 saisons   | Namur         |
| 12 | Association Marchiennoise des Sports          | 278  | Marchienne-au-Pont | ??     | 1931-1932 (13e) | 13 saisons  | Hainaut       |
| 13 | Royale Union Sportive Laeken                  | 281  | Laeken             | ??     | 1938-1939 (6e)  | 6 saisons   | Brabant       |
| 14 | Sportkring Hoboken                            | 285  | Hoboken            | ??     | 1937-1938 (7e)  | 12 saisons  | Anvers        |
| 15 | Sportkring Geraardsbergen                     | 290  | Grammont           | ??     | 1943-1944 (3e)  | 4 saisons   | Fl. orientale |
| 16 | Cercle Sportif Brainois                       | 75   | Braine-l'Alleud    | ??     | 1946-1947 (1re) | 1 saison    | Brabant       |
| 17 | Football Club Saventhem                       | 424  | Zaventem           | ??     | 1946-1947 (1re) | 1 saison    | Brabant       |
| 18 | Union Basse-Sambre Auvelais                   | 4290 | Auvelais           | ??     | 1945-1946 (1re) | 1 saison    | Namur         |

### Localisations Série B
| \| Wilrijk Hoboken Borgerhout Bouchout Termonde St-Nicolas Humbeek Saventhem Grammont US Laeken Cr. Ganshoren Ixelles SC Braine Nivelles Gosselies Marchienne Auvelais Florennes \| Localisation des clubs engagés en Promotion B 1946-1947 |
| Wilrijk Hoboken Borgerhout Bouchout Termonde St-Nicolas Humbeek Saventhem Grammont US Laeken Cr. Ganshoren Ixelles SC Braine Nivelles Gosselies Marchienne Auvelais Florennes                                                               |

### Série C
| #  | Nom                                         | Mat. | Ville       | Stades         | En D3 depuis    | Total en D3 | Province   |
| -- | ------------------------------------------- | ---- | ----------- | -------------- | --------------- | ----------- | ---------- |
| 1  | Cercle Sportif Andennais                    | 307  | Andenne     | stade J. Pappa | 1946-1947 (1re) | 10 saisons  | Namur      |
| 2  | Royal Club Sportif Verviétois               | 8    | Verviers    | du Panorama    | 1936-1937 (8e)  | 9 saisons   | Liège      |
| 3  | Royal Football Club Bressoux                | 23   | Bressoux    | ??             | 1932-1933 (12e) | 17 saisons  | Liège      |
| 4  | Patria Football Club Tongres                | 71   | Tongres     | ??             | 1936-1937 (8e)  | 12 saisons  | Limbourg   |
| 5  | Racing Football Club Montegnée              | 77   | Montegnée   | ??             | 1938-1939 (6e)  | 10 saisons  | Liège      |
| 6  | Association Sportive Herstalienne           | 82   | Herstal     | ??             | 1942-1943 (4e)  | 13 saisons  | Liège      |
| 7  | Royale Union Sportive Halloise              | 87   | Hal         | ??             | 1937-1938 (7e)  | 7 saisons   | Brabant    |
| 8  | Jeunesse Arlonaise                          | 143  | Arlon       | ??             | 1945-1946 (2e)  | 15 saisons  | Luxembourg |
| 9  | Milmort Football Club                       | 208  | Milmort     | ??             | 1945-1946 (2e)  | 10 saisons  | Liège      |
| 10 | Football Club Hannutois                     | 215  | Hannut      | ??             | 1943-1944 (3e)  | 3 saisons   | Liège      |
| 11 | Football Club Jeunsesse Sportive Athusienne | 254  | Athus       | ??             | 1945-1946 (2e)  | 6 saisons   | Luxembourg |
| 12 | Sint-Truidense Voetbalvereniging            | 373  | Saint-Trond | ??             | 1937-1938 (7e)  | 13 saisons  | Limbourg   |
| 13 | Ans Football Club                           | 617  | Ans         | ??             | 1942-1943 (4e)  | 4 saisons   | Liège      |
| 14 | St-Nicolas Football Club                    | 667  | St-Nicolas  | ??             | 1945-1946 (2e)  | 7 saisons   | Liège      |
| 15 | Racing Club Vottem                          | 279  | Vottem      | ??             | 1946-1947 (1re) | 9 saisons   | Liège      |
| 16 | Cercle Sportif St-Louis Athus               | 701  | Athus       | ??             | 1946-1947 (1re) | 1 saison    | Luxembourg |
| 17 | Cercle Sportif Verlaine                     | 2871 | Verlaine    | ??             | 1946-1947 (1re) | 1 saison    | Liège      |

### Localisations Série C
| \| Liège: · R. FC Bressoux · Racing FC Montegnée · St-Nicolas FC · + · Ans FC · AS Herstalienne · Milmort FC · RC Vottem U. Halloise St-Truidense Patria FC Hannut Verlaine Liège CS Andennais CS Verviers FC JS Athusienne CS St-Louis Athus J. Arlonaise \| Localisation des clubs engagés en Promotion C 1946-1947 |
| Liège: · R. FC Bressoux · Racing FC Montegnée · St-Nicolas FC · + · Ans FC · AS Herstalienne · Milmort FC · RC Vottem U. Halloise St-Truidense Patria FC Hannut Verlaine Liège CS Andennais CS Verviers FC JS Athusienne CS St-Louis Athus J. Arlonaise                                                               |

### Série D
| #  | Nom                                       | Mat. | Ville              | Stades               | En D3 depuis    | Total en D3 | Province        |
| -- | ----------------------------------------- | ---- | ------------------ | -------------------- | --------------- | ----------- | --------------- |
| 1  | Union Sportive du Centre                  | 213  | Haine-Saint-Pierre | stade R. Dienne      | 1946-1947 (1re) | 5 saisons   | Hainaut         |
| 2  | Royal Racing Club de Gand                 | 11   | Gand               | Emmanuel Hielstadion | 1938-1939 (6e)  | 6 saisons   | Fl. orientale   |
| 3  | Royale Union Sportive Tournaisienne       | 26   | Tournai            | stade G. Horlait     | 1936-1937 (8e)  | 16 saisons  | Hainaut         |
| 4  | Koninklijke Vanneste Genootschap Oostende | 31   | Ostende            | ??                   | 1938-1939 (6e)  | 13 saisons  | Fl. occidentale |
| 5  | Royal Albert Elisabeth Club Mons          | 44   | Mons               | rue du Tir           | 1926-1927 (18e) | 18 saisons  | Hainaut         |
| 6  | Royale Association Athlétique Louviéroise | 93   | La Louvière        | stade du Tivoli      | 1937-1938 (7e)  | 7 saisons   | Hainaut         |
| 7  | Royal Knokke Football Club                | 101  | Knokke             | ??                   | 1937-1938 (7e)  | 13 saisons  | Fl. occidentale |
| 8  | Sportkring Roulers                        | 134  | Roulers            | Schierveld           | 1941-1942 (5e)  | 9 saisons   | Fl. occidentale |
| 9  | Union Jemappes                            | 136  | Jemappes           | ??                   | 1942-1943 (4e)  | 12 saisons  | Hainaut         |
| 10 | Sporting Club Wasmes                      | 137  | Wasmes             | ??                   | 1942-1943 (4e)  | 4 saisons   | Hainaut         |
| 11 | Stade Kortrijk                            | 161  | Courtrai           | ??                   | 1943-1944 (3e)  | 8 saisons   | Fl. occidentale |
| 12 | Royal Football Club Roulers               | 286  | Roulers            | Rodenbachstadion     | 1942-1943 (4e)  | 4 saisons   | Fl. occidentale |
| 13 | Stade Mouscronnois                        | 508  | Mouscron           | ??                   | 1945-1946 (2e)  | 5 saisons   | Fl. occidentale |
| 14 | Football Club Izegem                      | 935  | Izegem             | ??                   | 1945-1946 (2e)  | 2 saisons   | Fl. occidentale |
| 15 | Sportvereniging Oudenaarde                | 81   | Audenarde          | ??                   | 1946-1947 (1re) | 8 saisons   | Fl. orientale   |
| 16 | Sporting Club Boussu-Bois                 | 167  | Boussu             | ??                   | 1946-1947 (1re) | 1 saison    | Hainaut         |
| 17 | Football Club Sportvereniging Wevelgem    | 2997 | Wevelgem           | ??                   | 1946-1947 (1re) | 1 saison    | Fl. occidentale |

### Localisations Série D
| \| Wevelgem SK Roulers FC Roulers RC Gand Izegem St. Courtrai Audenarde Mouscron US Tournai Boussu Mons Wasmes Jemappes La Louvière US Centre Knokke FC VG Oostende \| Localisation des clubs engagés en Promotion D 1946-1947 |
| Wevelgem SK Roulers FC Roulers RC Gand Izegem St. Courtrai Audenarde Mouscron US Tournai Boussu Mons Wasmes Jemappes La Louvière US Centre Knokke FC VG Oostende                                                               |

## Classements
- Le nom des clubs est celui employé à l'époque

Légende
- Champion & Promu en « Division 1 » (D2)
- clubs relégué vers les séries inférieures

Abréviations
 : club relégué de « Division 1 » (D2) depuis la saison précédente 
 : club promu depuis les séries inférieures
- Départages: Si nécessaire, les départages des égalités de points se font d'abord en donnant priorité « au plus petit nombre de défaites ».

### Promotion A
| Rang | Équipe               | Pts | J  | G  | N  | P  | Bp  | Bc  | Diff |
| ---- | -------------------- | --- | -- | -- | -- | -- | --- | --- | ---- |
| 1    | FC WINTERSLAG        | 53  | 34 | 24 | 5  | 5  | 124 | 56  | +68  |
| 2    | Rupel SK             | 46  | 34 | 19 | 8  | 7  | 55  | 34  | +21  |
| 3    | Nielse SK            | 45  | 34 | 19 | 7  | 7  | 62  | 37  | +25  |
| 4    | FC Nijlen            | 39  | 34 | 16 | 7  | 11 | 74  | 41  | +33  |
| 5    | Waterschei SV THOR   | 39  | 34 | 17 | 5  | 12 | 80  | 61  | +19  |
| 6    | Wezel Sport          | 37  | 34 | 17 | 3  | 14 | 69  | 81  | -12  |
| 7    | Everbeur Sport       | 35  | 34 | 12 | 11 | 11 | 60  | 58  | +2   |
| 8    | VV Vigor Beringen    | 35  | 34 | 15 | 5  | 14 | 62  | 60  | +2   |
| 9    | Hoeselt VV           | 34  | 34 | 13 | 8  | 13 | 66  | 59  | +7   |
| 10   | Balensche SK         | 34  | 34 | 15 | 4  | 15 | 34  | 71  | -37  |
| 11   | Willebroekse SV      | 33  | 34 | 12 | 9  | 13 | 56  | 54  | +2   |
| 12   | Aarschot Sport       | 33  | 34 | 15 | 3  | 16 | 56  | 61  | -5   |
| 13   | FC Klein Brabant     | 32  | 34 | 12 | 8  | 14 | 63  | 64  | -1   |
| 14   | K. Belgica FC Edegem | 32  | 34 | 14 | 4  | 16 | 65  | 64  | +1   |
| 15   | VV OG Vorselaar      | 30  | 34 | 11 | 8  | 15 | 57  | 83  | -26  |
| 16   | Hoger Op Diest       | 20  | 34 | 7  | 6  | 21 | 49  | 89  | -40  |
| 17   | Hasseltse VV         | 19  | 34 | 7  | 5  | 22 | 53  | 110 | -57  |
| 18   | FC Bevel             | 18  | 34 | 6  | 6  | 22 | 37  | 99  | -62  |

### Promotion B
| Rang | Équipe                        | Pts | J  | G  | N  | P  | Bp | Bc  | Diff |
| ---- | ----------------------------- | --- | -- | -- | -- | -- | -- | --- | ---- |
| 1    | R. GOSSELIES SPORTS           | 44  | 34 | 21 | 3  | 10 | 91 | 49  | +42  |
| 2    | RC Borgerhout                 | 44  | 34 | 18 | 8  | 8  | 79 | 51  | +28  |
| 3    | K. AV Dendermonde             | 44  | 34 | 18 | 8  | 8  | 91 | 64  | +27  |
| 4    | Hoboken SK                    | 42  | 34 | 17 | 8  | 9  | 75 | 53  | +22  |
| 5    | CS Florennois                 | 40  | 34 | 15 | 10 | 9  | 69 | 54  | +15  |
| 6    | Excelsior AC St-Niklaas       | 39  | 34 | 14 | 11 | 9  | 80 | 54  | +26  |
| 7    | Crossing FC Ganshoren         | 38  | 34 | 13 | 12 | 9  | 74 | 66  | +8   |
| 8    | CS Brainois                   | 38  | 34 | 14 | 10 | 10 | 67 | 68  | -1   |
| 9    | Geraardsbergen SK             | 35  | 34 | 14 | 7  | 13 | 91 | 72  | +19  |
| 10   | FC Wilrijk                    | 34  | 34 | 12 | 10 | 12 | 71 | 57  | +14  |
| 11   | R. Ixelles SC                 | 34  | 34 | 14 | 6  | 14 | 73 | 60  | +13  |
| 12   | Ass. Marchiennoise des Sports | 34  | 34 | 14 | 6  | 14 | 68 | 84  | -16  |
| 13   | UBS Auvelais                  | 32  | 34 | 13 | 6  | 15 | 64 | 80  | -16  |
| 14   | FC Saventhem                  | 28  | 34 | 10 | 8  | 16 | 54 | 68  | -14  |
| 15   | Humbeek FC                    | 27  | 34 | 11 | 5  | 18 | 40 | 67  | -27  |
| 16   | Bouchoutse VV                 | 24  | 34 | 8  | 8  | 18 | 65 | 100 | -35  |
| 17   | Stade Nivellois               | 17  | 34 | 5  | 7  | 22 | 46 | 92  | -46  |
| 18   | R. US Laeken                  | 17  | 34 | 7  | 3  | 24 | 49 | 110 | -61  |

### Promotion C
| Rang | Équipe              | Pts | J  | G  | N | P  | Bp  | Bc  | Diff |
| ---- | ------------------- | --- | -- | -- | - | -- | --- | --- | ---- |
| 1    | R. FC BRESSOUX      | 55  | 32 | 27 | 1 | 4  | 140 | 48  | +92  |
| 2    | St-Truidense VV     | 54  | 32 | 26 | 2 | 4  | 149 | 43  | +106 |
| 3    | AS Herstalienne     | 52  | 32 | 22 | 8 | 2  | 106 | 33  | +73  |
| 4    | Racing FC Montegnée | 39  | 32 | 18 | 3 | 11 | 129 | 77  | +52  |
| 5    | R. Union Halloise   | 38  | 32 | 15 | 8 | 9  | 83  | 52  | +31  |
| 6    | Patria FC Tongres   | 38  | 32 | 15 | 8 | 9  | 71  | 69  | +2   |
| 7    | R. CS Verviétois    | 38  | 32 | 17 | 4 | 11 | 89  | 56  | +33  |
| 8    | Ans FC              | 36  | 32 | 16 | 4 | 12 | 93  | 63  | +30  |
| 9    | Jeunesse Arlonaise  | 34  | 32 | 13 | 8 | 11 | 64  | 80  | -16  |
| 10   | Milmort FC 33       | 33  | 32 | 14 | 5 | 13 | 81  | 74  | +7   |
| 11   | FC JS Athusienne    | 29  | 32 | 12 | 5 | 15 | 63  | 83  | -20  |
| 12   | FC Hannutois        | 25  | 32 | 10 | 5 | 17 | 54  | 87  | -33  |
| 13   | CS Verlaine         | 20  | 32 | 6  | 6 | 18 | 54  | 100 | -46  |
| 14   | CS Andennais        | 17  | 32 | 5  | 7 | 20 | 64  | 114 | -50  |
| 15   | RC Vottem           | 16  | 32 | 5  | 6 | 21 | 49  | 103 | -54  |
| 16   | Saint-Nicolas FC    | 10  | 32 | 2  | 6 | 24 | 32  | 127 | -95  |
| 17   | CS St-Louis Athus   | 10  | 32 | 3  | 4 | 25 | 39  | 148 | -109 |

### Promotion D
| Rang | Équipe              | Pts | J  | G  | N  | P  | Bp  | Bc  | Diff |
| ---- | ------------------- | --- | -- | -- | -- | -- | --- | --- | ---- |
| 1    | SK ROULERS          | 48  | 32 | 21 | 6  | 5  | 100 | 53  | +47  |
| 2    | Stade Mouscronnois  | 48  | 32 | 23 | 2  | 7  | 105 | 37  | +68  |
| 3    | US du Centre        | 41  | 32 | 15 | 11 | 6  | 63  | 37  | +26  |
| 4    | SV Oudenaarde       | 38  | 32 | 13 | 12 | 7  | 72  | 54  | +18  |
| 5    | FC Izegem           | 36  | 32 | 14 | 8  | 10 | 79  | 63  | +16  |
| 6    | R. AA Louvièroise   | 33  | 32 | 14 | 5  | 13 | 69  | 53  | +16  |
| 7    | Stade Kortrijk      | 32  | 32 | 14 | 4  | 14 | 57  | 49  | +8   |
| 8    | R. RC de Gand       | 32  | 32 | 15 | 2  | 15 | 60  | 57  | +3   |
| 9    | R. US Tournaisienne | 31  | 32 | 10 | 11 | 11 | 56  | 51  | +5   |
| 10   | R. AEC Mons         | 31  | 32 | 11 | 9  | 12 | 49  | 68  | -19  |
| 11   | FC SV Wevelgem      | 31  | 32 | 12 | 7  | 13 | 65  | 63  | +2   |
| 12   | SC Wasmes           | 31  | 32 | 12 | 7  | 13 | 68  | 75  | -7   |
| 13   | SC Boussu-Bois      | 30  | 32 | 14 | 2  | 16 | 60  | 77  | -17  |
| 14   | R. FC Roulers       | 29  | 32 | 12 | 5  | 15 | 51  | 58  | -7   |
| 15   | Union Jemappes      | 27  | 32 | 10 | 7  | 15 | 60  | 65  | -5   |
| 16   | K. VG Oostende      | 17  | 32 | 7  | 3  | 22 | 62  | 107 | -45  |
| 17   | R. Knokke FC        | 9   | 32 | 2  | 5  | 25 | 27  | 137 | -110 |

- Le SK Roeselare est sacré champion car, selon le règlement en vigueur à l'époque, il a concédé moins de défaites (5) que le Stade Mouscronnois (7). De nos jours, Mouscron serait titré (plus grand nombre de victoires).

## Résumé de la saison
- Champion A: FC Winterslag (1er titre en D3)
- Champion B: R. Gosselies Sports (1er titre en D3)
- Champion C: R. FC Bressoux (1er titre en D3)
- Champion D: SK Roeselare (2e titre en D3)
- Neuvième titre de "D3" pour la Province de Flandre occidentale.
- Sixième titre de "D3" pour la Province de Hainaut.
- Onzième titre de "D3" pour la Province de Liège.
- Huitième titre de "D3" pour la Province de Limbourg.

| Région flamande (34)            | Région flamande (34) | Province de Brabant (11)     | Province de Brabant (11) | Région wallonne (25)   | Région wallonne (25) |
| ------------------------------- | -------------------- | ---------------------------- | ------------------------ | ---------------------- | -------------------- |
| Province d'Anvers               | 14                   | Région de Bruxelles-Capitale | 3                        | Province de Hainaut    | 9                    |
| Province de Flandre-Occidentale | 8                    | Province du Brabant flamand  | 6                        | Province de Liège      | 10                   |
| Province de Flandre-Orientale   | 5                    | Province du Brabant wallon   | 2                        | Province de Luxembourg | 3                    |
| Province de Limbourg            | 7                    |                              |                          | Province de Namur      | 3                    |

1. ↑  Au niveau footballistique, la province de Brabant est toujours unitaire malgré sa partition territoriale en 1995.

## Débuts en séries nationales (et donc en Division 3)
Neuf clubs font leurs débuts en séries nationales:
- Rupel SK (43e club de la Province d'Anvers) - 33e Anversois en D3 ;
- FC Saventhem et CS Brainois (36e et 37e clubs de la Province de Brabant) - 26e et 27e Brabançon en D3 ;
- FC SV Wevelgem (18e club de la Province de Flandre occidentale) - 14e Flandrien occidental en D3 ;
- SC Boussu-Bois (23e club de la Province de Hainaut) - 23e Hennuyer en D3 ;
- CS Verlaine (30e club de la Province de Liège) - 28e Liégeois en D3 ;
- Hoeselt VV (16e club de la Province de Limbourg) - 14e Limbourgeois en D3 ;
- CS St-Louis Athus (8e club de la Province de Luxembourg) - 8e Luxembourgeois en D3 ;
- UBS Auvelais (12e club de la Province de Namur) - 12e Namurois en D3 ;

## Relégation du2eniveau
À la fin de cette saison, neuf équipes sont reléguées depuis la Division 1 (D2): Cappellen FC KMR. CS Hallois, R. Union Hutoise FC, Racing FC Lokeren, K. SC Menen, AS Oostende KM, VV Oude God Sport, CS Schaerbeek et Vilvorde FC.

## Montée vers le2eniveau
Les quatre champions (FC Winterslag, R. Gosselies Sports, R. FC Bressoux et SK Roeselare) montent en Division 1 (D2).

## Relégations vers les séries inférieures
Vingt-trois clubs sont relégués vers les séries inférieures.
| Clubs                                                                         |   | Provinces                       |
| ----------------------------------------------------------------------------- | - | ------------------------------- |
| FC Bevel, Bouchoutse VV, FC Klein Brabant, Belgica FC Edegem, VV OG Vorselaar | ⇒ | Province d'Anvers               |
| Hoger Op Diest, Humbeek FC, R. US Laken, Stade Nivellois, FC Saventhem        | ⇒ | Province de Brabant             |
| R. Knokke FC, K. VG Oostende, K. FC Roeselare                                 | ⇒ | Province de Flandre-Occidentale |
|                                                                               | ⇒ | Province de Flandre-Orientale   |
| SC Boussu-Bois, Union Jemappes                                                | ⇒ | Province de Hainaut             |
| FC Hannutois, Saint-Nicolas FC, CS Verlaine, RC Vottem                        | ⇒ | Province de Liège               |
| Hasseltse VV                                                                  | ⇒ | Province de Limbourg            |
| CS St-Louis Athus                                                             | ⇒ | Province de Luxembourg          |
| CS Andennais, UBS Auvelais                                                    | ⇒ | Province de Namur               |

## Montées depuis les séries inférieures
Douze clubs sont admis en « Promotion » depuis les séries inférieures en vue de la saison suivante :
| Provinces                       | Montant                          |
| ------------------------------- | -------------------------------- |
| Province d'Anvers               | VV Edegem Sport, VC V&V Terhagen |
| Province de Brabant             | Daring Club Leuven, Ruisbroek FC |
| Province de Flandre-Occidentale | RC Harelbeke                     |
| Province de Flandre-Orientale   | FAC Meulestede                   |
| Province de Hainaut             | LC Hornu                         |
| Province de Liège               | R. Herve FC, FC Queue-du-Bois    |
| Province de Limbourg            | Lommelse SK                      |
| Province de Luxembourg          | CS Libramontois                  |
| Province de Namur               | UW Ciney                         |